# Conseil hévéa-palmier à huile
Conseil hévéa-palmier à huile (CHPH) est l'organe de régulation, de contrôle et de suivi des activités des filières Hévéa et Palmier à huile. La structure a été créée en 2017 selon la Loi N°2017-540 du 03 août 2017. Edmond Coulibaly assure la directeur général de ce conseil,. 

## Historique
En vue de préserver et de créer un cadre propice au développement harmonieux des filières hévéa et palmier à huile, le Gouvernement a engagé en 2015, une réforme qui a abouti à la création du Conseil Hévéa-Palmier à huile en 2017 qui ne commence ses activités officiellement qu'en 2019,. 

## Mission
Le Conseil Hévéa-Palmier à Huile se donne pour mission de revitaliser ces deux secteurs et d'aider de sortir de la crise des prix qui menace les revenus des producteurs. La mission première du nouveau conseil se résume à "la régulation de ces filières, tout en privilégiant les intérêts des producteurs. C'est la réforme de gestion paritaire avec les acteurs eux-mêmes" a déclaré le Ministre Mamadou Sangafowa Coulibaly. Le nouvel organe, est la troisième structure de régulation dans le secteur agricole de la Côte d'Ivoire après les Conseils Coton Anacarde (CCA) et Café Cacao (CCC),.

## Partenaires
AIPH, APROMAC & FIRCA